# South Ferriby
South Ferriby is een civil parish in het bestuurlijke gebied North Lincolnshire, in het Engelse graafschap Lincolnshire met 651 inwoners.